# Quang Huy (nhà báo)
Vũ Quang Huy (sinh ngày 17 tháng 4 năm 1974) là một nhà báo, bình luận viên thể thao người Việt Nam. Được biết đến rộng rãi qua vai trò bình luận viên cho các chương trình bóng đá của Đài Truyền hình Việt Nam và Đài Truyền hình Kỹ thuật số VTC, ông được xem là một trong những bình luận viên hàng đầu của Việt Nam cả về kiến thức tổng hợp lẫn phong cách bình luận. Hiện nay, ông là Phó Tổng Giám đốc của Tổng Công ty Truyền hình Cáp Việt Nam.

## Thiếu thời
Vũ Quang Huy sinh ngày 17 tháng 4 năm 1974 tại Hà Nội, nhưng có quê gốc ở huyện Vụ Bản, tỉnh Nam Định. Ông là con trai cả của nhạc sĩ Vũ Thảo – người nắm giữ kỷ lục Việt Nam về sáng tác nhạc phim cho các bộ phim truyền hình, và mẹ là một cán bộ ngành thương nghiệp. Năm 4 tuổi, Quang Huy được gửi vào nội thành chăm sóc tại nhà ông bà nội ở Ba Đình, sau đó trở lại khu văn công Cầu Giấy sinh sống cùng bố mẹ khi ông bắt đầu vào học cấp 2.
Từ nhỏ, Quang Huy đã được luyện tập thể thao và chơi nhạc cụ dưới sự hướng dẫn của bố. Ông cũng có sở thích đọc các loại sách truyện mà bố mẹ mua về hàng tuần, và đặc biệt yêu thích các tác phẩm của Agatha Christie, Arthur Conan Doyle, George Simenon và Alexandre Dumas. Học sớm hơn một năm so với các bạn học cùng lứa nên chỉ mới 16 tuổi ông đã hoàn thành chương trình học phổ thông, trước khi đăng ký dự thi vào Trường Đại học Tổng hợp Hà Nội. Thời sinh viên, ông dành thời gian tập đàn guitar và tham gia chơi nhạc trong nhóm Libration, một ban nhạc sinh viên theo dòng nhạc rock.

## Sự nghiệp
Tốt nghiệp khoa Kinh tế của Đại học Tổng hợp Hà Nội, Quang Huy bắt đầu làm thực tập tại một công ty nước ngoài. Tuy nhiên, nhờ vào mối quan hệ với bình luận viên Vũ Huy Hùng, gia đình đã đề xuất ông đến thử việc tại Đài Truyền hình Việt Nam (VTV) vì biết được nhà đài đang cần xây dựng lực lượng kế cận cho mảng thể thao của đài lúc đó.
Quang Huy chính thức làm việc cho VTV từ năm 1995. Sau một thời gian học việc, ông được phân công đọc băng phát lại một số trận đấu trong khuôn khổ vòng chung kết Giải vô địch bóng đá châu Âu 1996. Năm 1997, ông lần đầu được giao nhiệm vụ bình luận trực tiếp một trận đấu tại giải giao hữu Dunhill Cup giữa đội chủ nhà Malaysia và Bosna & Hercegovina. Quang Huy đã gắn bó với kênh thể thao và giải trí VTV3 từ những ngày đầu kênh này được thành lập, và đã nhanh chóng thu hút khán giả xem truyền hình nhờ vào chất giọng truyền cảm, trầm ấm cộng với đam mê được tích lũy tự nhiên từ nhỏ.
Khi giải bóng đá Ngoại hạng Anh bắt đầu được phát sóng trực tiếp tại Việt Nam, ông là người tham gia tường thuật những trận đấu đầu tiên của mùa giải 1998–99: Liverpool gặp Southampton và Manchester United gặp Leicester City. Cũng trong mùa giải này, với việc UEFA Champions League lần đầu tiên được VTV phát trực tiếp từ vòng bảng, ông đã bình luận trận đấu mở màn giữa Manchester United và Barcelona tại Old Trafford. Quang Huy cũng đã để lại dấu ấn qua một số sự kiện mang tính lịch sử của thể thao Việt Nam như Tiger Cup 1998 và SEA Games 2003.
Tháng 1 năm 2006, Quang Huy chính thức rời VTV sau hơn 10 năm gắn bó để chuyển đến công tác tại Đài Truyền hình Kỹ thuật số VTC. Trong vai trò Giám đốc của kênh thể thao VTC3, ông đã góp phần tạo dựng tên tuổi cho kênh VTC3 nói riêng và mảng thể thao của VTC nói chung với hàng loạt chiến dịch lớn như World Cup 2006 và 2010, AFF Cup 2007, Asian Cup 2007, Euro 2008 và 2012. Đặc biệt, với sự xuất hiện của giải Ngoại hạng Anh trên sóng VTC từ năm 2007 đến năm 2013, ông và bình luận viên Quang Tùng đã trở thành những bình luận viên chủ lực của đài, được nhiều khán giả Việt Nam yêu thích và hâm mộ. Ngoài công việc chính trên truyền hình, Quang Huy còn từng giữ vị trí tổng biên tập của báo Thể thao 24h, tờ báo thể thao của đài VTC. Tháng 6 năm 2014, ông cùng với Quang Tùng quay trở lại Đài Truyền hình Việt Nam để tham gia bình luận một số trận đấu của Giải vô địch bóng đá thế giới 2014 tổ chức tại Brasil.
Về sau, khi được giao giữ chức vụ Phó Giám đốc đài VTC, Quang Huy đảm nhận việc quản lý mảng thể thao và giải trí của đài nhưng vẫn lên sóng đều đặn với tư cách bình luận viên. Bên cạnh đó, ông cũng thường xuyên cộng tác với Truyền hình Cáp Việt Nam (VTVCab) trong vai trò chuyên gia, khách mời cho một số chương trình phân tích và bình luận về các giải thể thao. Quang Huy đã tham gia bình luận và tác nghiệp tại bảy vòng chung kết World Cup liên tiếp từ năm 1998 đến năm 2022, và tại tám kỳ Euro liên tục trong giai đoạn 1996 đến 2024.
Sau khi đài VTC dừng hoạt động vào đầu năm 2025 theo nghị quyết của Chính phủ, Quang Huy trở lại Đài Truyền hình Việt Nam và được bổ nhiệm làm Phó Tổng Giám đốc VTVCab kể từ ngày 2 tháng 6 năm 2025.

## Đời tư
Quang Huy đã kết hôn và có vợ là Lê Hà Chi, một biên tập viên của Đài Phát thanh – Truyền hình Hà Nội. Ông là một cổ động viên cuồng nhiệt của câu lạc bộ bóng đá Anh Manchester United.
Quang Huy có hai niềm đam mê lớn là thể thao và âm nhạc. Theo tiết lộ của nam bình luận viên trong một chương trình truyền hình, ông từng sở hữu một bộ sưu tập băng đĩa nhạc đáng kể với hàng nghìn chiếc đĩa than được ông mang về sau những chuyến công tác ở nước ngoài, ngoài ra ông còn sưu tập băng cassette và đĩa CD.